# (2001) Einstein
(2001) Einstein – planetoida z pasa głównego asteroid okrążająca Słońce w ciągu 2 lat i 252 dni w średniej odległości 1,93 au. Została odkryta 5 marca 1973 roku w Zimmerwaldzie, w Szwajcarii przez Paula Wilda. Nazwa planetoidy została nadana na cześć Alberta Einsteina (1879–1955), fizyka-teoretyka, twórcy szczególnej i ogólnej teorii względności. Przed nadaniem nazwy planetoida nosiła oznaczenie tymczasowe (2001) 1973 EB.